# Гидрогеназа
Гидрогена́зы (H2азы) — ферменты, катализирующие обратимую реакцию окисления молекулярного водорода (H2). Распространены среди бактерий и архей, а также описаны у некоторых эукариот. Гидрогеназы играют ключевую роль в метаболизме микроорганизмов, окисляющих водород, а также микроогранизмов-бродильщиков, использующих протоны в качестве терминального акцептора электронов. Они также функционируют в клетках бактерий-диазотрофов для утилизации водорода, образующегося в результате азотофиксации. Гидрогеназы относятся к классу оксидоредуктаз (EC 1) и к подклассу ферментов, взаимодействующих с водородом в качестве донора электронов (EC 1.12).

## Гидрогеназная реакция
Катализируемые гидрогеназами прямая и обратная реакции могут быть представлены следующими формулами:
(1) H2 + Aox → 2H+ + Ared
(2) 2H+ + Dred → H2 + Dox
Прямая реакция (1) представляет состоит в поглощении молекулярного водорода (англ. hydrogen-uptake) и сопряжена с восстановлением акцепторов электронов (A), например, кислорода, нитрата, сульфата, диоксида углерода или фумарата. При обратной реакции (2) имеет место восстановление водорода совместно с окислением доноров электронов (D), таких как ферредоксин, что служит для выведения избытка восстановительных эквивалентов при брожении. В качестве непосредственных окислителей или восстановителей водорода могут выступать мелкие растворимые белки, такие как ферредоксин, цитохром c3 и цитохром c6.

## Структурная классификация

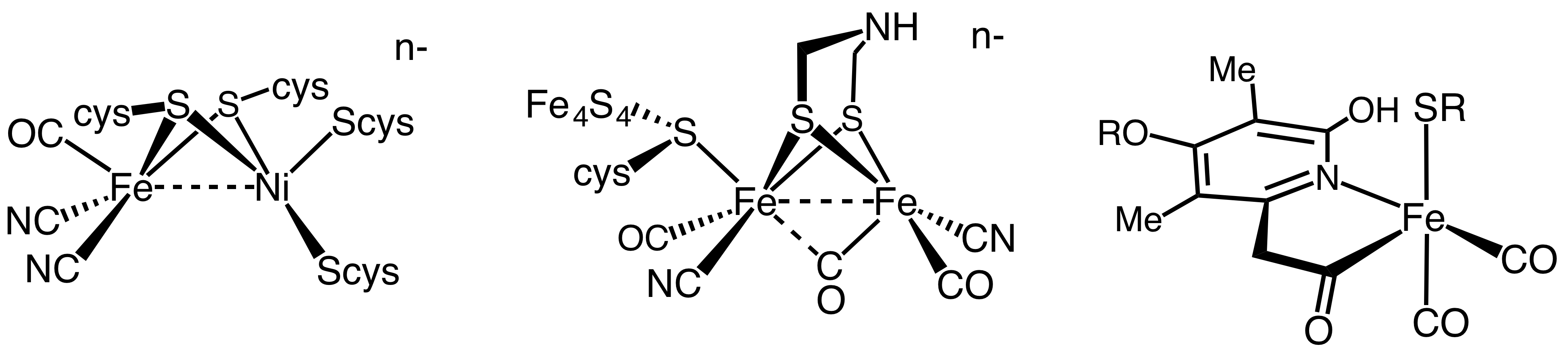
Пространственная структура реакционных центров трёх типов гидрогеназ: [NiFe], [FeFe] и [Fe

Известные гидрогеназы — металлопротеины, в зависимости от структуры реакционного центра подразделяемые на три группы:
- [NiFe]-гидрогеназы (железо-никелевые гидрогеназы)
- [FeFe]-гидрогеназы (железо-железные гидрогеназы)
- [Fe]-гидрогеназы (железные гидрогеназы; в том числе гидрогеназы метаногенных архей, ранее считавшиеся «неметаллическими»)

[NiFe]-гидрогеназы и [FeFe]-гидрогеназы отличаются от [Fe]-гидрогеназ наличием у них железосерных кластеров.
С точки зрения локалиации в клетке различают цитозольные (конструктивные) и мембраносвязанные (энергетические) гидрогеназы. Последние в результате поглощения водорода и последующего транспорта электронов формируют на мембране протон-движущую силу (pmf).